# Jinfoshan

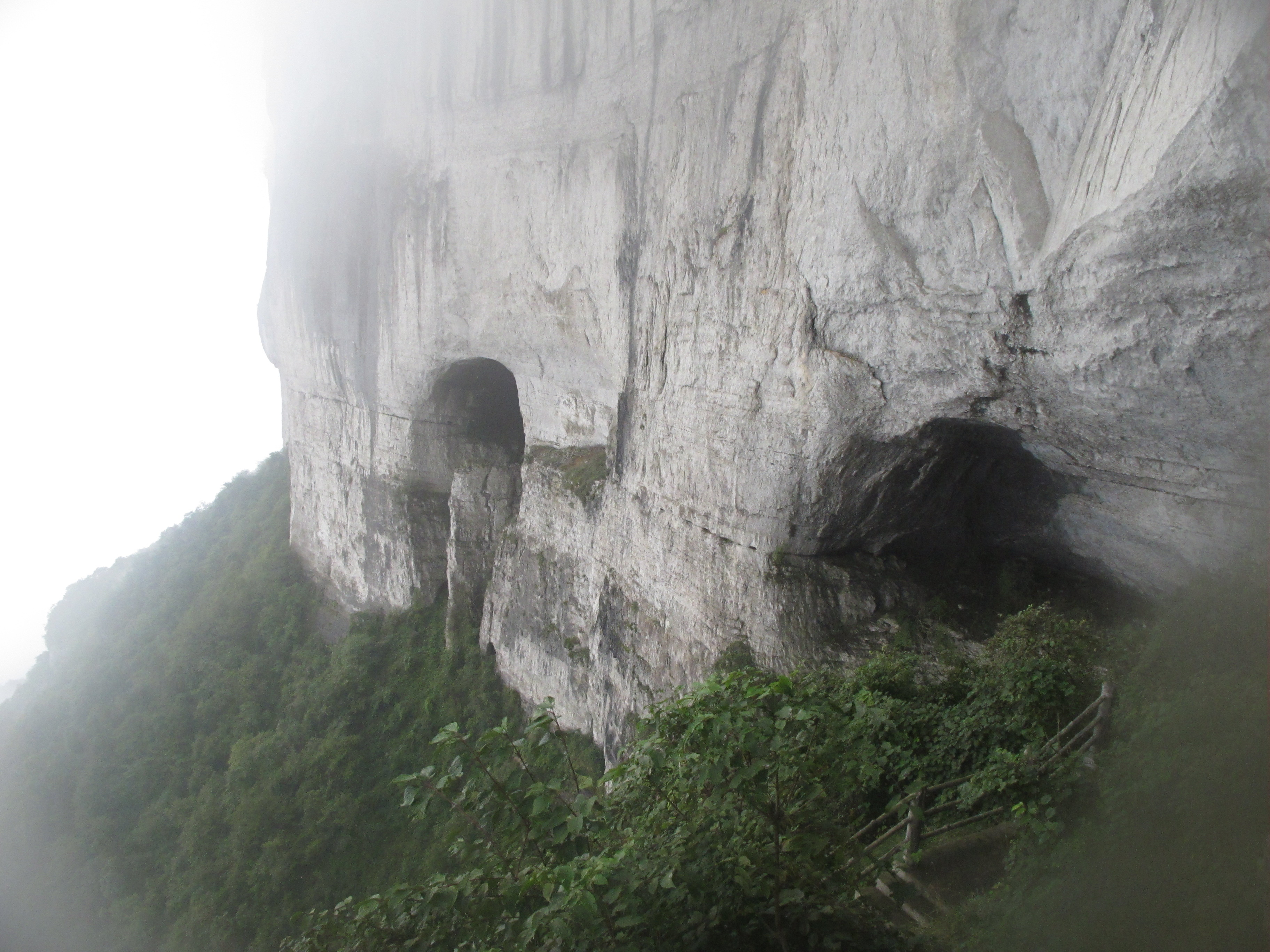
Felsen am Jinfoshan

Der Jinfoshan oder Jinfushan (chinesisch 金佛山, Pinyin Jīnfú Shān – „Goldener-Buddha-Berg“) ist ein Bergmassiv im nördlichen Abschnitt des Dalou-Gebirges (Daloushan) im südöstlichen Stadtbezirk Nanchuan der regierungsunmittelbaren Stadt Chongqing in der Volksrepublik China. Seit 2014 ist das Bergmassiv Teil des UNESCO-Weltnaturerbes „Karstlandschaften in Südchina“.

## Beschreibung
Der Jinfoshan ist Teil eines Berglands, das etwa 1300 km² umfasst. Davon sind 552 km² als Naturschutzgebiet ausgewiesen und weitere 441 km² als Natursehenswürdigkeit. Der höchste Gipfel ist mit 2238 m der Fengcuiling. Der Jinfoshan bildet eine Art Tafelberg, dessen Plateau eine mittlere Höhe von 2018 m aufweist, von zahlreichen Schluchten unterbrochen ist und viele Kliffe aufweist. Das Jinfoshan-Bergmassiv ist von den benachbarten Karstlandschaften durch tief eingeschnittene Flusstäler abgetrennt. Die gesamte Gebirgsregion ist durch große Höhenunterschiede, steiles Gelände, Schluchten und viele Kliffs von 200 bis 300 m Höhe gekennzeichnet. Im Bereich des Jinfoshan hat sich im Laufe der letzten 200–350.000 Jahre ein ausgedehntes Karsthöhlensystem ausgebildet, aus Höhlen, die zum Teil miteinander verbunden sind. Bisher wurden fünf Höhlen (Xiannv, Gufo, Lingguan, Yanzi und Jinfo) und 17 Kilometer Gänge erkundet. Die Karsthöhlen sind durch ihre zum Teil außerordentliche Größe bemerkenswert. Die Jinfo-Yangzi-Höhlensystem nimmt eine Fläche von über 90.000 m² ein.
Das Klima entspricht einem Monsunklima mit gemäßigten Temperaturen und reichlich Niederschlag. Der Jahresniederschlag liegt bei 1396 mm und es gibt jedes Jahr im Mittel 236 Regentage und 263 Tage mit Nebel. Es herrscht eine Luftfeuchtigkeit von 90 % und die Berggipfel sind häufig in Nebel gehüllt. Nahe dem Gipfel liegt die Jahresmitteltemperatur bei 8,3 °C und in den Tälern bei etwa 16–18 °C.
Der Jinfoshan liegt in den nördlichen Subtropen und war aufgrund der südlichen Lage nicht von der Vergletscherung während der letzten Kaltzeit im Quartär betroffen. Dadurch wurde die Gegend zu einem Refugium von vielen Pflanzen der Vergangenheit und weist abschnittsweise eine Reliktflora auf. Hier sind „lebende Fossilien“ wie der Taubenbaum, der Taschentuchbaum und seltene Arten wie der Urweltmammutbaum anzutreffen. Insgesamt wurden 212 Pflanzenfamilien, 741 Gattungen und 1992 Arten von Gefäßpflanzen gezählt. Zahlreiche Pflanzen genießen offiziellen Schutzstatus und 53 sind hier endemisch. Die Natur des Jinfoshan gilt als noch verhältnismäßig unberührt. Die Waldfläche umfasst bis zu 100.000 Hektar und oberhalb 1400 Höhenmetern sind 90 Prozent der Fläche mit Wald bedeckt. Hier gibt es 6700 Hektar Bambuswald und mehr als 30 Arten von Bergrhododendron. Im Gebiet des Jinfoshan wurden 523 Arten und 113 Unterarten von Tieren ermittelt. Dazu zählen seltene und geschützte Arten wie Leopard, Nebelparder, südchinesischer Tiger (wahrscheinlich ausgestorben), Tonkin-Schwarzlangur, Chinesisches Moschustier, Jinfo-Bergsalamander (Pseudohynobius jinfo), und andere mehr. Zahlreiche biologische Spezies, die im Umfeld des Jinfoshan erstmals entdeckt wurden, tragen das biologische Art-Epitheton jinfoshanensis.

## Schutzstatus und Eintragung in das Weltnaturerbe
Bereits in den 1990er Jahren wurden einige einzelne Karstgebiete in Südchina in die Tentativliste des UNESCO-Welterbes aufgenommen. Während die einzelnen Karstgebiete anfänglich relativ unabhängig voneinander nominiert wurden, verfolgten die zuständigen chinesische Behörden ab 2002 die Strategie, die verschiedenen Gebiete in einzelnen Phasen als Teil des Weltnaturerbes „Karstlandschaften in Südchina“ zu nominieren. Die ersten drei zuvor nominierten Karstgebiete wurden 2007 unter diesem Überbegriff in das Weltnaturerbe der UNESCO aufgenommen. In der zweiten Vorbereitungsphase, die ab dem Jahr 2013 begann, wurden insgesamt vier Karstgebiete nominiert, darunter auch der Jinfushan. Das nominierte Gebiet umfasste 6744 ha mit einer Pufferzone von 10.675 ha. Zur Begründung wurden die Welterbe-Kriterien (vii) und (viii) angeführt. Auf seiner 38. Sitzung in Doha (Katar) vom 15. bis 25. Juni 2014 nahm das Welterbe-Komitee die Bergregion als Teil der Karstlandschaften in Südchina in das UNESCO-Welterbe auf.